# Mariano Paredes y Arrillaga
Pour les articles homonymes, voir Mariano Paredes.
Mariano Paredes y Arrillaga né le 7 janvier 1797 à Mexico et décédé le 7 septembre 1849 dans la même ville. Il est un homme d'État mexicain. Il est président du Mexique en 1846,,,.